# Winsaberg (Gutensteiner Alpen)
Der Winsaberg ist ein 1009 m ü. A. hoher Berg der Gutensteiner Alpen in Niederösterreich.
Der Gipfel befindet sich in dem Kamm zwischen Piesting- und Schwarzatal, der vom Unterberg (Gutensteiner Alpen) südwärts zum Schneeberg erstreckt, und befindet sich etwa halbwegs zwischen beiden, und ebenso weit vom Rohrer Sattel im Norden wie von der Klostertaler Gscheid südlich. Nördlich im Kamm liegt, durch den Winsabergsattel (833 m ü. A.) getrennt, der Streimling (1050 m ü. A.), südlich hinter dem Sattel der Hutbauerkapelle (Hintergscheid 788 m ü. A.) der Hutberg (1170 m ü. A.). Der prägnantere Grat zweigt aber südwestwärts über den Hahnstab (Kleiner Wildföhrenstein, 1161 m ü. A.) zum Handlesberg (1370 m ü. A.) ab, er bildet den Hauptkamm der Gruppe Handlesberg–Haberkogel der Gutensteiner Alpen.
Westlich im Bodinggraben entspringt der Zellenbach, südlich der Steinbach, östlich der Urgersbach, erstere beide gehen zur Schwarza, letzterer zur Piesting.
Der Berg bildet die Grenze der Gemeinden Gutenstein, Rohr im Gebirge und Schwarzau im Gebirge.
Begangen wird er selten, es handelt sich um ein Forstgebiet.